# Bourdon House

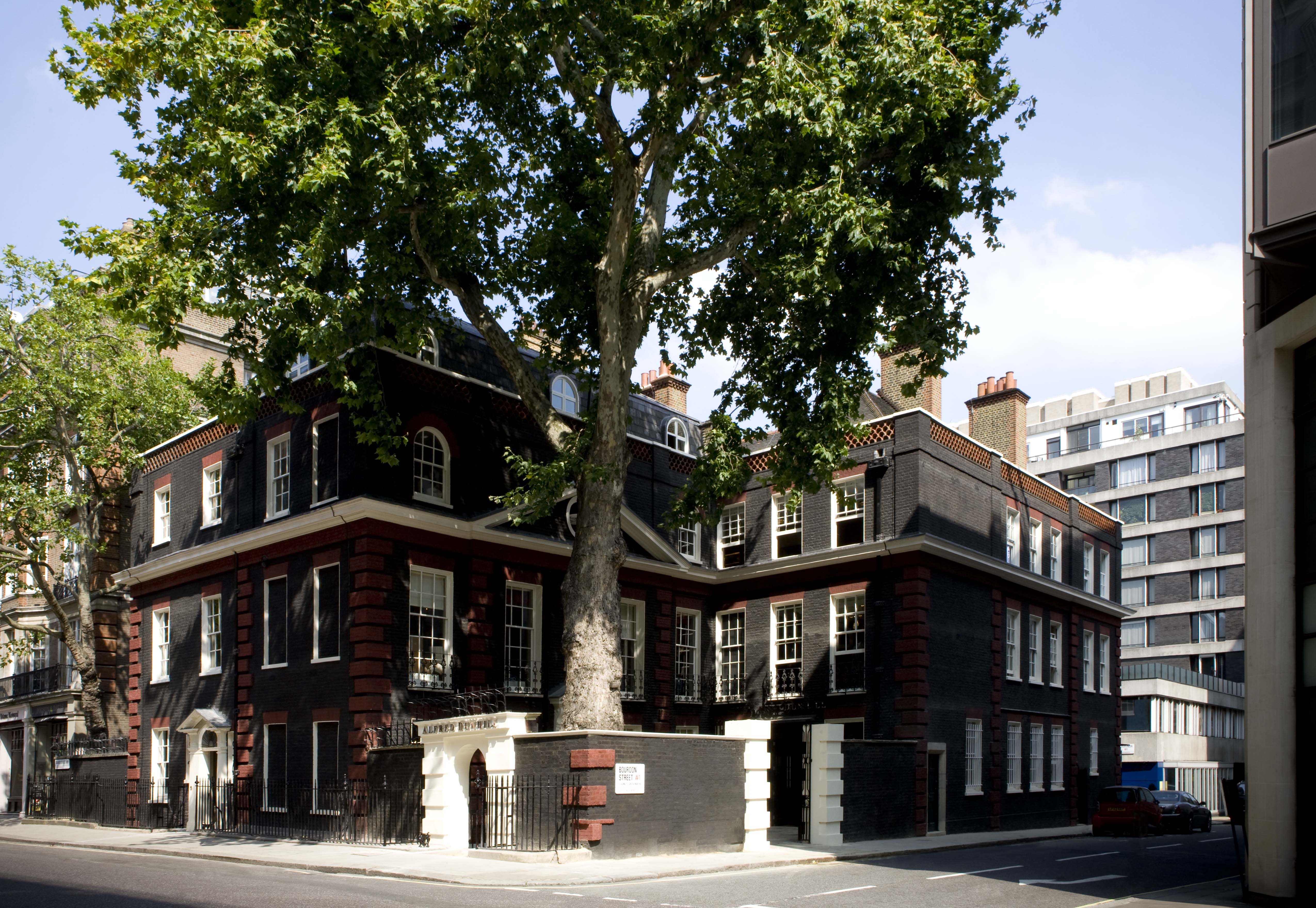
Bourdon House en 2008.

Bourdon House es un edificio clasificado de Grado II* en Mayfair, Londres, en el cruce de Davies Street y Bourdon Street.
Se cree que la casa lleva el nombre del capitán William Bourdon, descrito como el juez de paz de Middlesex, aunque este nombre no aparece en ningún registro militar contemporáneo. Fue inspeccionado por Thomas Barlow y construido entre 1723 y 1725. La casa se amplió hacia el norte alrededor de 1737. Originalmente había dos pisos y un ático, y se agregó un piso más alrededor de 1760. Gran parte del interior de la casa data de este período.
Bourdon vivió en la casa hasta 1727, después de lo cual fue ocupada por Bacon Morris, gobernador de Landguard Fort, Suffolk. El político y oficial Timothy Caswall vivió en Bourdon House desde 1764 hasta 1767, luego desde 1772 hasta su muerte en 1802. Posteriormente, su hija vivió allí hasta su muerte en 1830.
La casa fue renovada en las décadas de 1860 y 1870, incluida la adición de un cuarto piso. Un ala al este de las instalaciones se construyó a principios del siglo XX. Los últimos residentes privados fueron Hugh Grosvenor, II duque de Westminster, que vivió allí desde 1917 hasta su muerte en 1953, y su cuarta esposa, Anne Grosvenor, duquesa de Westminster, que se mudó en 1957. El duque tenía una afinidad particular por la casa, que prefería como residencia a Grosvenor House. Tras la marcha de la duquesa, pasó a utilizarse con fines comerciales, inicialmente como tienda de antigüedades.
La propiedad fue catalogada en 1958. A partir de 2023, la sucursal principal del minorista de ropa y accesorios de lujo Dunhill tiene su sede aquí.